# Marcel Maijer
Marcel Maijer (Amsterdam, 22 oktober 1965) is een Nederlands journalist en televisiepresentator. Hij is sinds 1997 sportverslaggever voor RTL Nieuws. Hij presenteert daarnaast veel sportprogramma's, voornamelijk op RTL 7.

## Biografie
Maijer begon in 1990 als sportjournalist bij AT5. Daarvoor versloeg hij onder meer de huldiging van Ajax in 1995 na het winnen van de Champions League. In 1996 was hij werkzaam als eindredacteur bij het programma 'Tafel van zeven' bij de sportzender Sport 7. Deze zender werd binnen enkele maanden al van de buis gehaald. In 1997 gaat Marcel Maijer aan het werk bij RTL Nieuws als sportverslaggever. In 2001 krijgt hij daarnaast ook een aanstelling als presentator van veelal sportprogramma's. Hij verzorgt onder andere de uitzendingen rondom de Volvo Ocean Race, Formule 1, MotoGP, A1GP, Wimbledon, Kickboksen, Engels en Duits voetbal. Naast zijn televisiewerk bij sportuitzendingen presenteerde hij ook enkele niet sportgerelateerde programma's. Vanaf februari 2011 neemt hij samen met Koert Westerman de presentatie van het darts voor zijn rekening in het programma RTL7 Darts. Tijdens de Tour de France in datzelfde jaar verzorgde hij interviews ter plaatse.
Maijer wordt daarnaast incidenteel ingezet als algemeen verslaggever bij RTL Nieuws.